# Victoria Alexandra du Royaume-Uni
Pour les articles homonymes, voir Victoria du Royaume-Uni (homonymie).
La princesse Victoria du Royaume-Uni, née le 6 juillet 1868 à Marlborough House à Londres et décédée à Iver le 3 décembre 1935, est le quatrième enfant et la deuxième fille du roi Édouard VII et de la reine Alexandra de Danemark.

## Biographie

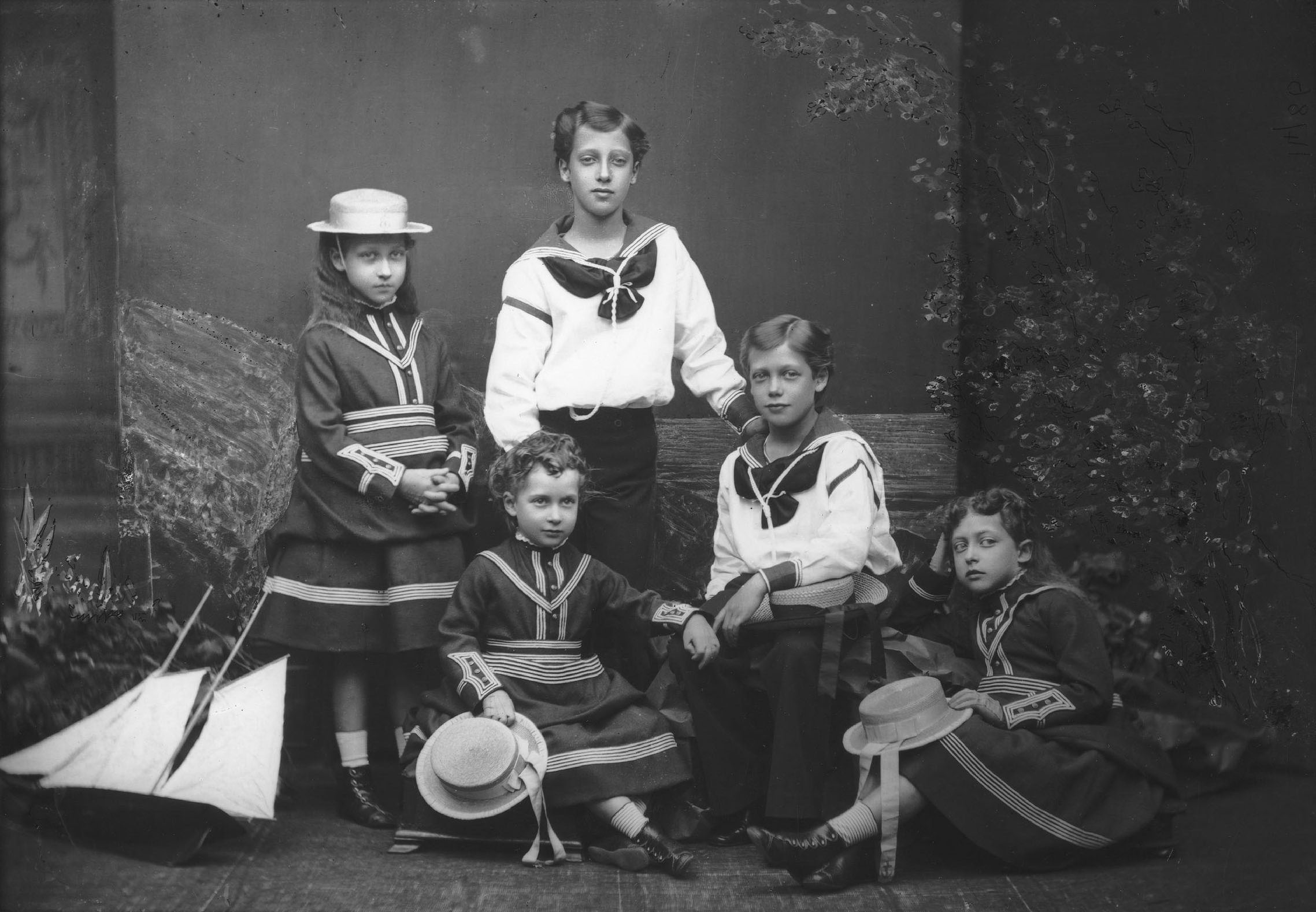
La princesse et ses frères et sœurs en 1875, de gauche à droite : Louise et Albert-Victor (debout), Maud, George et Victoria (assis).

La princesse Victoria est née le 6 juillet 1868 à Marlborough House, à Londres. Son père est Albert Édouard, prince de Galles, fils aîné de la reine Victoria et du prince Albert. Sa mère est Alexandra, fille aînée du roi Christian IX de Danemark et de la reine Louise de Hesse-Cassel. Elle est la sœur cadette d'Albert-Victor, de George et de Louise du Royaume-Uni, et la sœur aînée de Maud du Royaume-Uni.
Elle est baptisée sous le nom de Victoria Alexandra Olga Mary à Marlborough House le 6 août 1868 par Archibald Campbell Tait, évêque de Londres. Ses marraines sont : sa grand-mère paternelle la reine Victoria, sa tante maternelle par mariage Olga Constantinova de Russie, la reine douairière de Danemark Caroline-Amélie de Schleswig-Holstein-Sonderbourg-Augustenbourg, son arrière-grand-tante Marie-Wilhelmine de Hesse-Cassel, la cousine de la reine Marie-Adélaïde de Cambridge et sa grand-tante Marie-Louise-Charlotte de Hesse-Cassel. Ses parrains sont : le tsar Alexandre II de Russie, son oncle maternel par mariage le tsarévitch de Russie, son oncle paternel le prince Arthur de Connaught et Strathearn, son oncle paternel par mariage, le prince Louis de Hesse-Darmstadt et son arrière-arrière-grand-oncle maternel George de Hesse-Cassel.
La princesse, surnommée « Toria », est instruite à domicile par des tuteurs et passe son enfance à Marlborough House et Sandringham House. Elle passe parfois l'été au Danemark, la patrie de sa mère. Dans sa jeunesse, elle est décrite comme « une fille vive et espiègle, intelligente, grande et élégante ; elle avait un merveilleux sens de l'humour et était une bonne amie pour tout le monde ; elle avait de grands yeux bleus expressifs ; il n'y avait en elle aucune prétention ni trace d'une position élevée. » Victoria aime l'équitation, le vélo, la lecture, écouter de la musique et danser. Sa passion est la photographie, et elle compile plusieurs albums de photographies de famille. Les œuvres de Victoria sont même présentées dans différentes expositions. Elle aime aussi beaucoup les animaux. Ses favoris sont ses chiens nommés Sam, Mas et Punchy. Pendant six ans, Victoria a un pigeon apprivoisé, qu'elle emmène avec elle lors de promenades et de voyages dans un petit panier.
Avec ses sœurs, elle est demoiselle d'honneur au mariage en 1885 de leur tante paternelle la princesse Béatrice avec le prince Henri de Battenberg. Elle est aussi demoiselle d'honneur au mariage du duc et de la duchesse d'York le 6 juillet 1893.

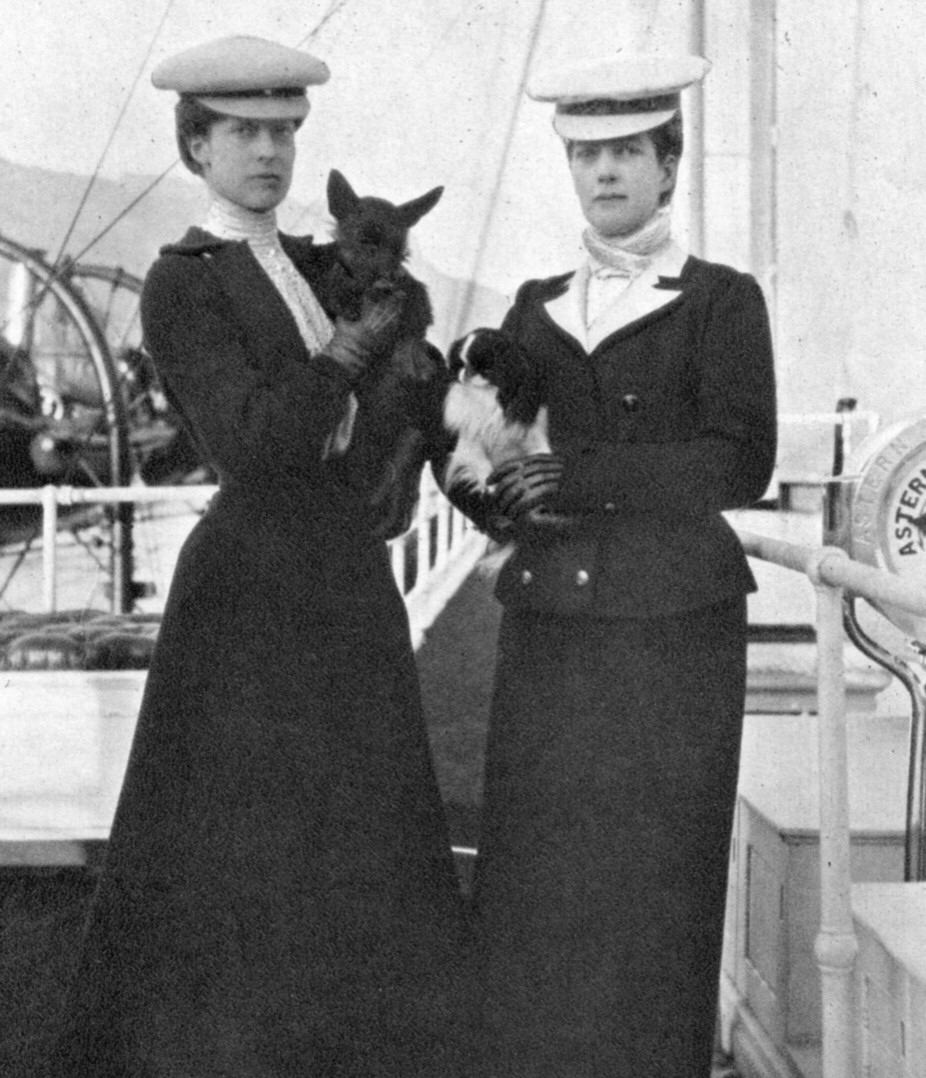
La princesse Victoria avec sa mère et son chien, Mac, vers 1902.

L'une des personnes les plus proches de Victoria est son frère aîné George, qui devient roi en 1910. Tout au long de leur vie, ils entretiennent des relations chaleureuses, car ils ont des personnalités et un sens de l'humour similaires. À la mort de Victoria en 1935, le roi déclare : « Comme je vais manquer nos appels téléphoniques quotidiens. Personne n'avait une sœur comme la mienne. ». Victoria, cependant, n'est pas proche de la femme de George, Mary de Teck, la décrivant comme « terriblement ennuyeuse ». Cela a été attribué à leurs différences de caractères, d'éducation et d'intérêts.
Victoria maintient des relations amicales avec ses cousins de Russie. Le futur empereur Nicolas II de Russie est amoureux d'elle dans sa jeunesse. Le tsarévitch aime Victoria pour son sérieux, sa minutie et son « esprit non féminin ». En 1889, décrivant la princesse, Nicolas explique à son ami intime, le grand-duc Alexandre Mikhaïlovitch : « C'est une créature vraiment merveilleuse, et plus vous plongez dans son âme, plus vous voyez clairement toutes ses vertus et qualités. Je dois avouer qu'il est très difficile de la comprendre au début, c'est-à-dire d'apprendre sa vision des choses et des gens, mais cette difficulté est pour moi un charme particulier, que je suis incapable d'expliquer. ». La princesse attire également l'attention du grand-duc Alexandre Mikhaïlovitch, et le grand-duc Michel Alexandrovitch est aussi fasciné par elle.
Un autre candidat pour gagner la main de Victoria est son cousin, le prince héritier Christian de Danemark. La princesse le rejette, à la grande déception de ses parents. Un des plus célèbres prétendants est le roi Charles Ier de Portugal. Cependant, il exige que Victoria se convertisse à la foi catholique, ce qui ne convient pas à ses parents. Archibald Primrose (5e comte de Rosebery) tente également d'attirer son attention. Victoria ne s'est donc jamais mariée et sa mère aurait soutenu cette décision. Sa cousine, la grande-duchesse Olga Alexandrovna de Russie fait remarquer qu'elle « se sentait vraiment désolée » pour Victoria, car elle semble au sein de sa famille n'être « une dame de compagnie glorifiée pour sa mère », attribuant le fait qu'elle reste célibataire à une répugnance à s'opposer à sa mère : « J'avais une sorte de rébellion en moi. Toria n'en avait pas. ». Victoria est donc particulièrement proche de ses parents. La princesse les accompagne lors d'événements officiels et autres cérémonies, et leur tient compagnie.

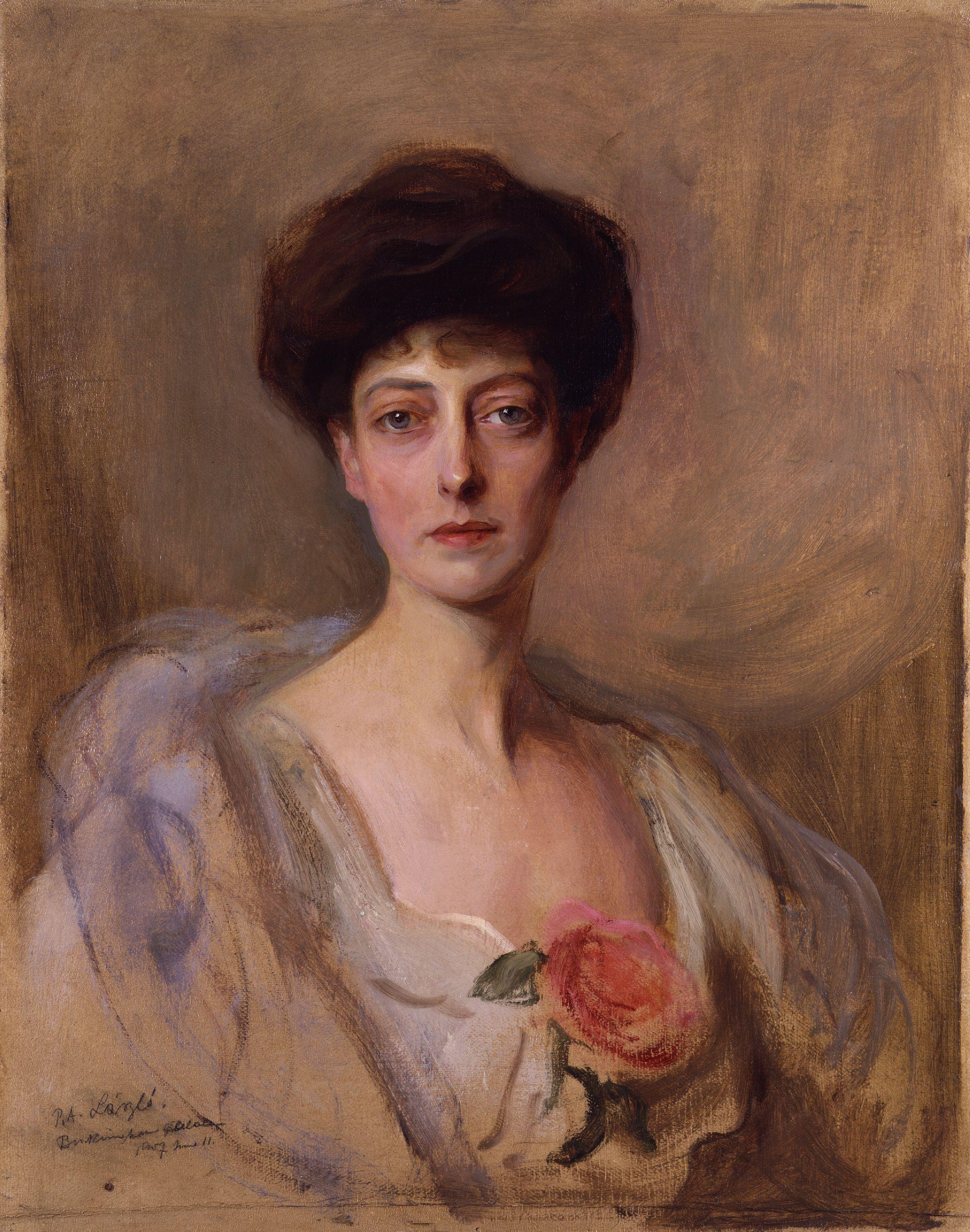
La princesse par Philip de László en 1907.

Après la mort de son père en 1910, Victoria reste dans l'ombre de sa mère. La reine Alexandra souffre de dépression et est pratiquement sourde. Victoria l'accompagne lors de ses visites dans diverses institutions et lors de ses vacances. Un jour où la reine douairière ne peut assister à l'événement caritatif Alexandra Rose Day, elle envoie ses filles Louise et Victoria à sa place, et cette dernière note dans son journal que « c'était terrible d'être là sans ma chère maman ».
Avec l'hostilité publique continue envers l'Allemagne pendant la Première Guerre mondiale, le roi George V décidé de renoncer à tous les titres et honneurs allemands et il demande à tous les membres de la famille royale de faire de même. Le roi renomme donc la dynastie régnante de Saxe-Cobourg-Gotha en Windsor d'après son château préféré. La princesse Victoria lui emboîte donc le pas et adopte le nom de famille de Windsor.
Après la mort de sa mère, la princesse s'installe à Coppins, Iver, dans le Buckinghamshire. Elle a un intérêt particulier pour la vie du village et le jardinage, et devient la présidente d'honneur de l'Iver Horticultural Society.
Au cours de ses dernières années, Victoria aime écouter de la musique et devient la mécène de la jeune violoncelliste Beatrice Harrison ainsi que de ses sœurs May et Margaret, et Victoria paye le précieux violoncelle Guarneri de Beatrice. Victoria reçoit régulièrement les sœurs Harrison chez elle et à Sandringham, et assiste avec elles à des concerts au Wigmore Hall. Elle demande également à la Gramophone Company de lui faire en août 1928 quelques enregistrements privés où elle accompagne au piano Beatrice au violoncelle et May au violon ; ils seront commercialisés de nombreuses années plus tard, bien que le talent de Victoria suscite des commentaires mitigés,.
Parmi les autres amis de Victoria figurent le cinquième comte de Rosebery, Violet Vivian, une ancienne dame d'honneur de la reine Alexandra, et des membres de la famille Musgrave. Lady Musgrave est l'amie de toujours et la dame d'honneur de Victoria. La princesse l'assiste dans la conception du jardin de Cestyll près du village de Cemaes sur la côte nord-ouest d'Anglesey.
Durant ses dernières années, la princesse Victoria souffre de graves problèmes de santé. Elle est atteinte de névralgies, migraines, indigestion, dépression, rhumes et grippe. Elle meurt chez elle le 3 décembre 1935. Ses funérailles ont lieu le 7 décembre 1935 à la chapelle Saint-Georges du château de Windsor, où elle est d'abord inhumée. Ses restes sont transportés et inhumés au Royal Burial Ground, Frogmore, Windsor Great Park, le 8 janvier 1936. Sa mort affecte grandement le roi George V, qui est décédé un mois plus tard.

## Titulature
- 6 juillet 1868 - 22 janvier 1901: Son Altesse Royale la princesse Victoria de Galles
- 22 janvier 1901 - 3 décembre 1935: Son Altesse Royale la princesse Victoria

## Distinctions
- 6 août 1887 : dame de l'ordre de la Couronne d'Inde
- 20 avril 1894 : dame grand-croix de de l'ordre de Sainte-Catherine
- Dame grand-croix de l'ordre des Hospitaliers de Saint-Jean-de-Jérusalem
- Membre de première classe de l'ordre royal de Victoria et Albert
- Membre de première classe de l'ordre de la famille royale du roi Édouard VII
- Membre de première classe de l'ordre de la famille royale du roi George V

## Armoiries
Après le mariage de sa plus jeune sœur en 1896, la princesse Victoria reçoit un blason personnel, soit les armoiries royales du Royaume-Uni, portant un écusson de l'écu de la Saxe et différencié pour un lambeau d'argent de cinq points, les premier, troisième et cinquième chargent des roses de gueules, et au deuxième et au quatrième à la croix de gueules. L'écusson a été abandonné par mandat royal en 1917.